# Metal Blade Records
Metal Blade Records — американский лейбл звукозаписи, основанный в 1982 году. Имеет представительства в США, Германии и Японии.

## История
Первым релизом лейбла стал сборник «Metal Massacre», на котором даже содержалась запись группы Metallica. Сборник пришёлся публике по вкусу, и Слэгел решил продолжить дело. На сегодняшний день было выпущено 13 сборников под этим именем. Благодаря этой серии, такие группы как Slayer, Voivod, Powerwolf, Fates Warning и Metal Church, достигли некоторой первой популярности в кругах фанатов.
С конца 2019 года лейбл Metal Blade основал первый русский филиал в Москве.
Сегодня на Metal Blade работают четырнадцать человек в Штатах, один — в Канаде, два — в Великобритании, а ещё девять отвечают за остальные части Европы. Ежегодный оборот лейбла составляет более 16 миллионов долларов в год. Даже несмотря на общий кризис в музыкальной индустрии, «Фанаты всё также покупают футболки и плакаты любимых групп, также слушают диски, — говорит Слэгел, — нет недостатка и в новых коллективах. Вообще, происходящее сейчас, несмотря ни на какие трудности, напоминает мне начало восьмидесятых. И думаю, нас ожидает вторая большая волна хэви-метала. В индустрии развлечений всё повторяется с периодом в двадцать лет».